# Viens, viens, viens plus haut
Pour plus de détails, voir Fiche technique et Distribution.
Viens, viens, viens plus haut (아제 아제 바라 아제, Aje aje bara aje) est un film sud-coréen réalisé par Im Kwon-taek, sorti en 1989. Il est présenté au Festival international du film de Moscou 1989 où Kang Soo-yeon remporte le prix de la meilleure actrice.

## Synopsis
Sun Nyog rejoint un temple bouddhiste à la suite de problèmes. Elle est violée par un alcoolique qu'elle avait sauvé du suicide, et est forcé de quitter le temple. Jin Song est une nonne qui effectue une retraite dans une caverne en montagne où elle sera violée par un vieux moine.

## Fiche technique
- Titre : Viens, viens, viens plus haut
- Autre titre : Plus haut, encore plus haut
- Titre original : 아제 아제 바라 아제 (Aje aje bara aje)
- Titre anglais : Come Come Come Upward
- Réalisation : Im Kwon-taek
- Scénario : Han Sung-won
- Pays d'origine : Corée du Sud
- Format : Couleurs - 35 mm
- Genre : drame
- Durée : 134 minutes
- Date de sortie : 1989

## Distribution
- Kang Soo-yeon
- Jin Yeong-mi
- Yu In-chon
- Jeon Mu-song

## Prix
- 1989: Grand Bell Awards du meilleur film.
- 1989: Prix St. George de bronze de la meilleure actrice pour Kang Soo-yeon au Festival international du film de Moscou 1989.